# Night Train (Album)
Night Train ist ein Studioalbum des Oscar Peterson Trios und erschien 1963 bei Verve Records. Das Album war eine der kommerziell erfolgreichsten Veröffentlichungen des kanadischen Jazz-Pianisten Peterson und wird zu den besten Jazz-Alben überhaupt gezählt.
Night Train ist geprägt durch seine energetische und rhythmische Intensität; Petersons technische Brillanz und sein melodisches Einfühlungsvermögen kommen auf diesem Album besonders zur Geltung. Es zeigt auch seine Fähigkeit, sowohl einfache als auch komplexe Harmonien zu beherrschen und gleichzeitig eine mitreißende musikalische Atmosphäre zu schaffen.

## Aufnahmen
Die Aufnahmen entstanden am 15. und 16. Dezember 1962 in Los Angeles mit Ray Brown am Bass und Ed Thigpen am Schlagzeug und enthält im Wesentlichen Instrumental-Interpretationen von Blues- und R&B-Standards sowie diverse Duke-Ellington-Kompositionen oder den Great-American-Songbook-Klassiker Georgia on My Mind. Das Album enthält außerdem die Peterson-Eigenkomposition und Erstaufnahme von Hymn to Freedom, die als Gospel mit den Malcolm Dodds Singers realisiert wurde und die – von ihm und anderen später mehrfach neu interpretiert – als Petersons bedeutendste Komposition gilt.
Produziert wurde das Album von Norman Granz, der zu diesem Zeitpunkt bereits Jazz-Größen wie Louis Armstrong, Charlie Parker und Stan Getz zu kommerziellem Erfolg verholfen hatte. Für das Jazz-Umfeld ungewöhnlich waren die auf zwischen zwei und fünf Minuten Länge arrangierten Titel, die auf diese Weise ein Radio-Airplay gewährleisten sollten.

## Albumcover
Für das Foto des Albumcovers wurde der international erfolgreiche Fotograf Pete Turner verpflichtet. Während viele Jazz-Alben dieser Zeit noch von Schwarz-Weiß-Aufnahmen geprägt waren, zeigte die Abbildung auf Night Train eine Lokomotive in den für Turner typischen harten Kontrasten und gesättigten Farben. Die Texte für die Albumhülle verfasste der britische Autor und Jazz-Saxophonist Benny Green.

## Titelliste
Seite A
1. Night Train  (Duke Ellington) – 4:52
2. C Jam Blues (Duke Ellington, Barney Bigard) – 3:26
3. Georgia on My Mind (Hoagy Carmichael, Stuart Gorrell) – 3:46
4. Bags’ Groove (Milt Jackson) – 5:43
5. Moten Swing (Bennie Moten) – 2:55
6. Easy Does It (Sy Oliver, Trummy Young) – 2:45
Seite B
7. Honey Dripper (Joe Liggins) – 2:24
8. Things Ain’t What They Used to Be (Mercer Ellington, Ted Persons) – 4:38
9. I Got It Bad (and That Ain’t Good) (Duke Ellington, Paul Francis Webster) – 5:08
10. Band Call (Duke Ellington) – 3:55
11. Hymn to Freedom (Oscar Peterson) – 5:38
Bonustracks (CD)
12. Happy-Go-Lucky Local (Alternative Take) (Duke Ellington) – 4:57
13. Volare (Nel Blu Dipinto Di Blu) (Domenico Modugno, Franco Migliacci) – 2:46
14. My Heart Belongs to Daddy (Cole Porter) – 3:55
15. Moten Swing (Rehearsal Take) (Bennie Moten) – 3:34
16. Now’s the Time (Incomplete Take) (Charlie Parker) – 2:34
17. This Could Be the Start of Something Big (Steve Allen) – 5:12
Bonustrack (Download)
18. Night Train (Partial Take/Breakdown) (Duke Ellington) – 1:27

## Rezeption
Der Penguin Guide of Jazz beschreibt das Album als „eine der besten LPs der Epoche“ und lobt das gute Zusammenspiel der in „Höchstform“ befindlichen Jazz-Formation. Die deutschsprachige Ausgabe des Rolling Stone wählte Night Train auf Platz 53 der 100 besten Jazz-Alben aller Zeiten. Jazzwise führt es auf Platz 75 der 100 Jazz Albums That Shook the World.
2009 wurde das Album mit dem kanadischen Polaris Heritage Prize ausgezeichnet.